# Noordveen (waterschap)
Het waterschap Het Noordveen was een waterschap in de Nederlandse provincie Zuid-Holland, in de gemeente Kaag en Braassem. 

Het waterschap was verantwoordelijk voor de drooglegging en later de waterhuishouding in de polder.